# غيلبرتو غارسيا
غيلبرتو غارسيا (بالإسبانية: Gilberto García)‏ هو لاعب كرة قدم كولومبي، ولد في 27 يناير 1987 في سانتا مارتا في كولومبيا. شارك مع منتخب كولومبيا لكرة القدم. أما مع النوادي، فقد لعب مع أتلتيكو ناسيونال وأتليتيكو بوكارامانغا وأونس كالداس وإنديبندينتي ميديلين وديبورتيس توليما وديبورتيفو باستو وديبورتيفو كالي وريال بلد الوليد.

## وصلات خارجية
- غيلبرتو غارسيا على موقع قاعدة بيانات كرة القدم.إي يو (الإنجليزية)
- غيلبرتو غارسيا على موقع ناشيونال فوتبول تيمز (الإنجليزية)
- غيلبرتو غارسيا على موقع Soccerway.com (الإنجليزية)
- غيلبرتو غارسيا على موقع AS.com (الإسبانية)